# آزمایشگاه‌های تشخیصی
آزمایشگاه پزشکی یا آزمایشگاه بالینی، آزمایشگاهی است که در آن آزمایشات بالینی بر روی نمونه‌ها انجام می‌شود. این آزمایشات اطلاعات جامعی درخصوص سلامت بیمار و برای کمک به تشخیص ، درمان و پیشگیری از بیماری ارائه می‌دهد. اندازه و پیچیدگی آزمایشگاه‌های پزشکی متفاوت است. چراکه آنها انواع مختلفی از خدمات آزمایشی را ارائه می‌دهند. مطب‌ها و کلینیک‌های پزشکان و همچنین مراکز درمانی و مراقبت‌های طولانی مدت ، ممکن است آزمایشگاه‌هایی داشته باشند که خدمات تست اولیه را ارائه دهند. تا به حال واژه آزمایشگاه پزشکی را به شیوه‌های مختلفی در قالب آزمایشگاه تشخیص طبی، آزمایشگاه پاتوبیولوژی، آزمایشگاه ژنتیک و آزمایشگاه پاتولوژی و آزمایشگاه کنترل کیفی (همکار) شنیده‌اید. افراد بسیار زیاد به اینها مراجعه نموده‌اند ولی فرق آنها را معمولاً نمی‌دانند.
آزمایشگاه تشخیص طبی نیازمند مجوز وزارت بهداشت و درمان می‌باشد و شامل بخش‌هایی است که در آن روی نمونه‌های خون، ادرار، مدفوع، خلط، زخم و امثال اینها بررسی و آزمایش انجام می‌شود. بخش‌های آزمایشگاه تشخیص طبی شامل بخش‌های تخصصی مختلفی می‌باشد و افرادی که در این بخش‌ها کار می‌کنند دارای مدرک علوم آزمایشگاهی یا میکروبیولوژی هستند.

## بخش ها
بخش هماتولوژی:
در این بخش آزمایش‌های CBC، ESR، گروه خون وRH، PT، PTT، شمارش پلاکت ، شمارش رتیکولوسیت ، HT و HB، سیلان ، انعقاد انجام می‌شود. 
بخش بیوشیمی:
در این بخش آزمایش‌های قند ، اوره ، کراتینین ، کلسترول ، تری گلیسیرید ، اسید اوریک ، بیلی روبین  DوT ،کلسیم ، فسفر، پروتئین ، آلبومین ، یونوگرام ،SGOT، SGPT،  AIP،  LDH و گازومتری انجام می‌شود. 
بخش بانک خون:
در این بخش آزمایش‌های تعیین گروه وRH  بیمار و کیسه خون ، کراسماچ ، کومبس مستقیم ، کومبس غیرمستقیم انجام می‌شود.
میکروب شناسی:
در این بخش آزمایش‌های کشت و بررسی مستقیم خون ، کشت و بررسی مستقیم ادرار ، کشت و بررسی مستقیم مدفوع ، کشت و بررسی مستقیم مایعات بدن ، کشت و بررسی مستقیم زخم‌ها ، بررسی مستقیم BK انجام می‌شود.
ایمونولوژی:
در این بخش عملکرد سیستم ایمنی بدن بررسی می‌گردد.
سرولوژی:
در این بخش آزمایش‌های CRP و RF و BHCG انجام می‌شود.
آزمایشگاه ژنتیک: 
در آزمایشگاه ژنتیک با استفاده از روش‌های مولکولی مثل PCR و انواع آن و کاریوتایپ به بررسی، تشخیص یا میزان احتمال بیماری ژنتیکی در نسل آینده خانواده می‌پردازند.
این روش‌ها، روش‌هایی بسیار دقیق و در عین حال گران قیمت می‌باشند. در کنار این آزمایشات به طور معمول مشاوره ژنتیک به خصوص در موارد قبل از بارداری نیز انجام می‌شود.
آزمایشگاه پاتوبیولوژی: 
برخی آزمایشگاه‌ها که پیشرفته بوده و از نظر فضای آزمایشگاه و دستگاه‌ها گسترده‌تر هستند، آزمایشات تشخیص طبی و پاتولوژی را باهم انجام می‌دهند که به آنها آزمایشگاه پاتوبیولوژی گفته می‌شود.
مسلماً در هر قسمت این آزمایشگاه‌ها افراد متخصص مربوط به آن بخش مشغول به فعالیت هستند.